# Somatolýza
Somatolýza (doslova „rozklad těla“) je název pro krycí zabarvení živočichů, které vypadá zdánlivě pestré a dobře viditelné. Pokud se ale takto zbarvení jedinci nacházejí ve svém přirozeném prostředí, je jejich silueta pro případné pozorovatele rozostřena a tvar těla není vizuálně zřetelně zachytitelný. Typickými živočichy využívajícími princip somatolýzy jsou tygři, levharti, jaguáři, zebry, dále někteří motýli, hadi, pavouci.
Na principu somatolýzy funguje i tzv. dazzle kamufláž, používaná za 1. a 2. světové války, pomocí níž měly být siluety lodí roztříštěny a mělo být obtížnější určit druh, typ a vzdálenost plavidla.

## Galerie

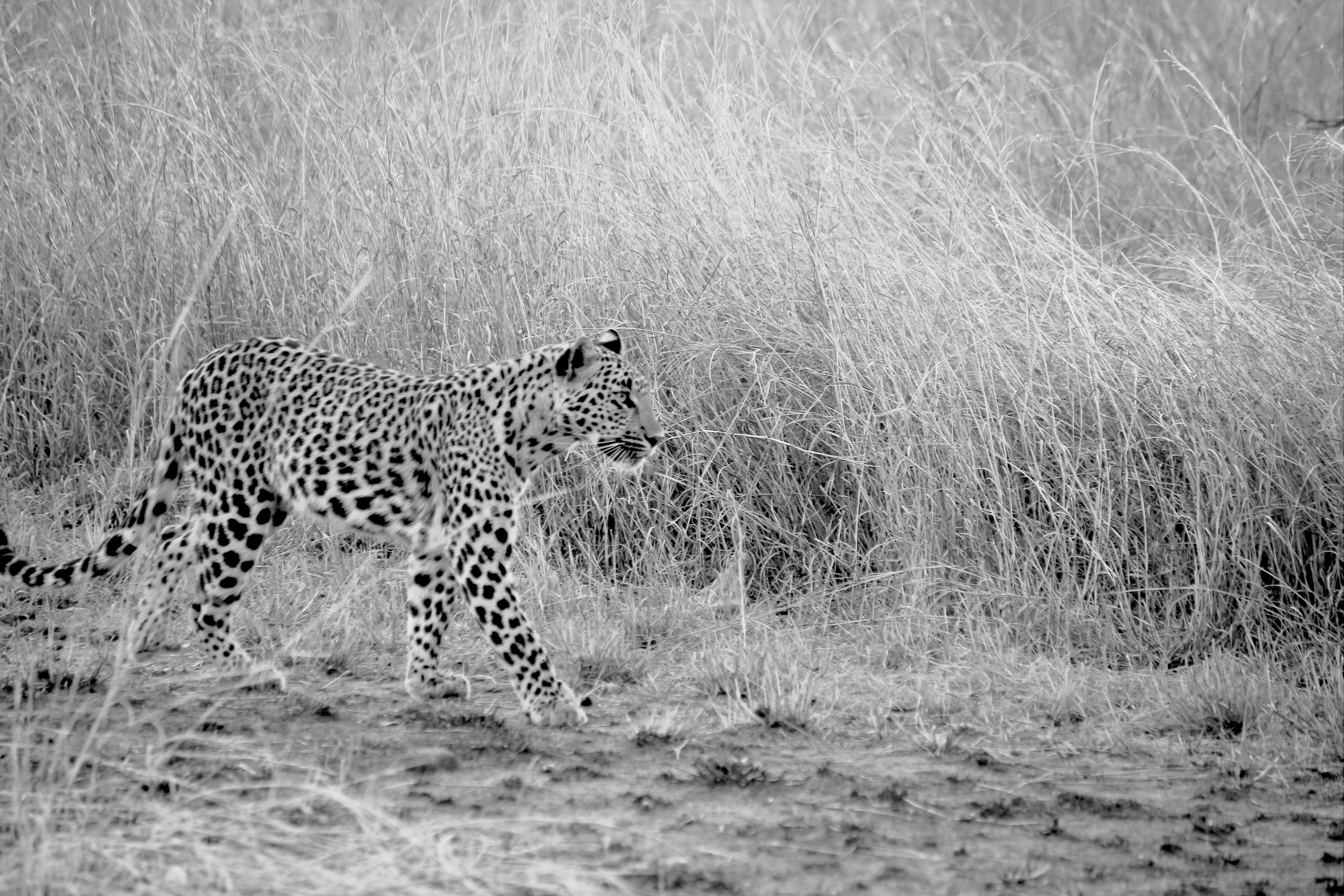
Ukázka somatolýzy u levharta skvrnitého (Panthera pardus) pohybujícího se v savaně.
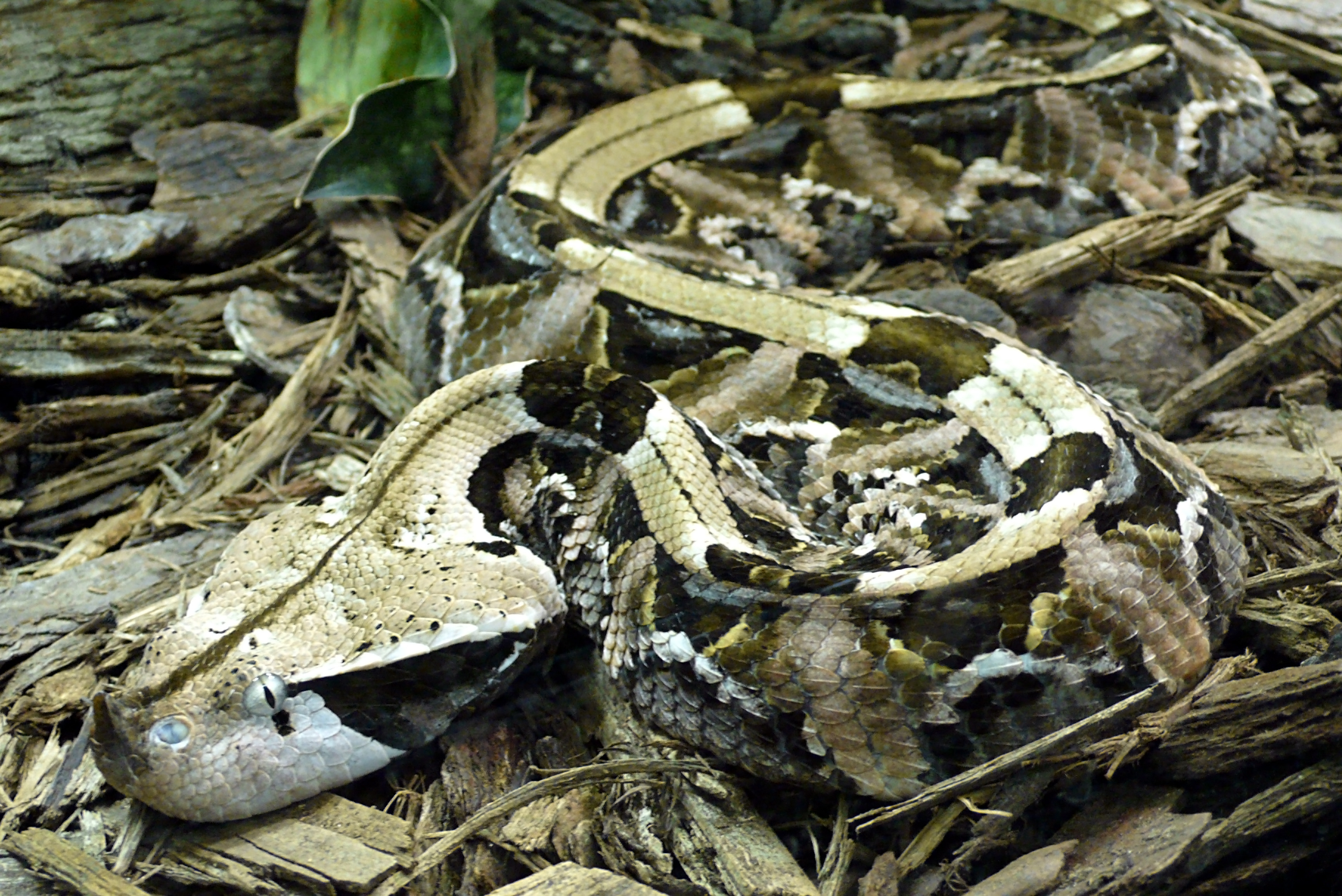
Pestré zbarvení zmije gabunské (Bitis gabonica) jí v jejím přirozeném prostředí dokonale maskuje.
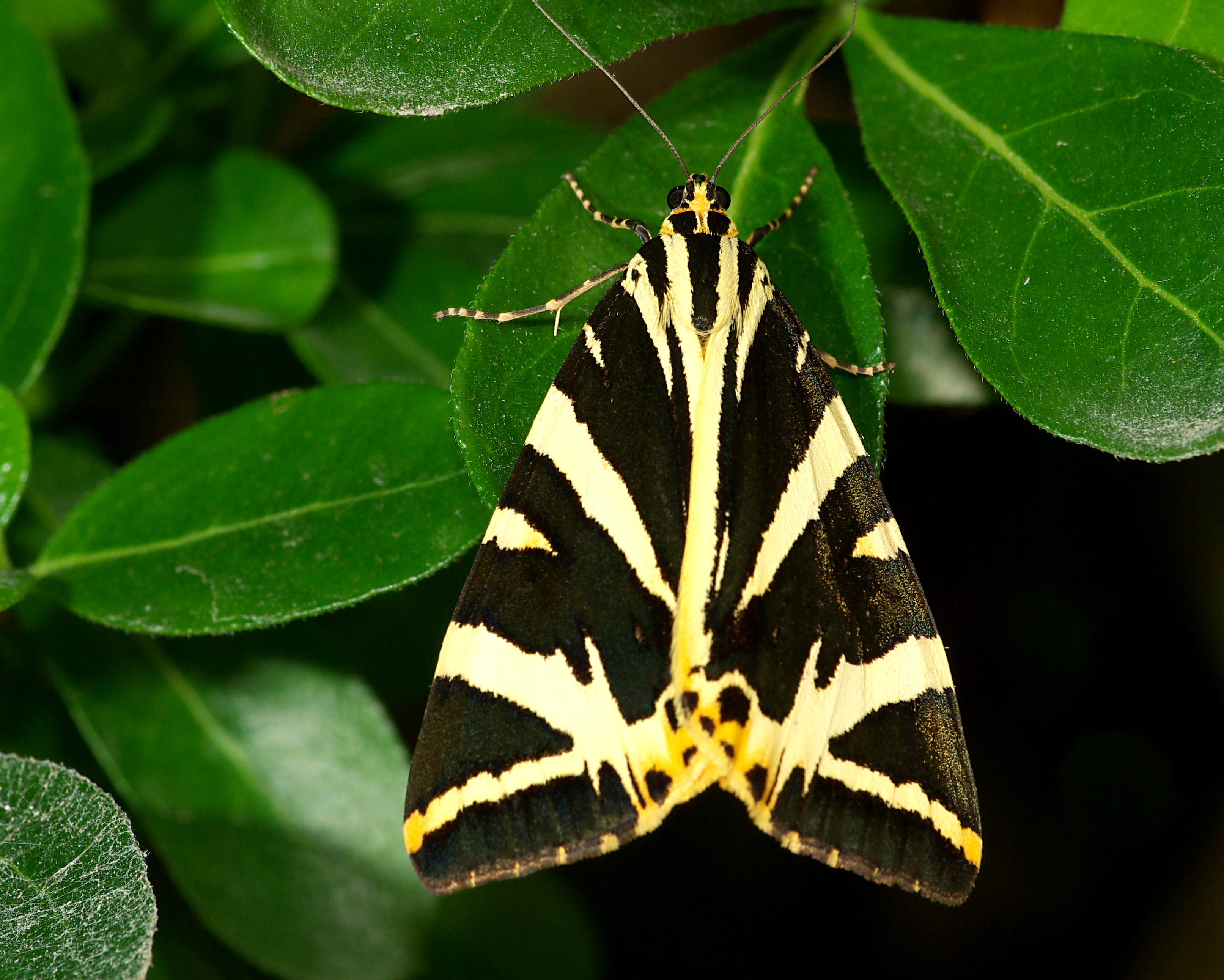
Černo-bílo-červené zbarvení přástevníka kostivalového (Euplagia quadripunctaria) má za úkol rozložit vzhled jeho siluety.
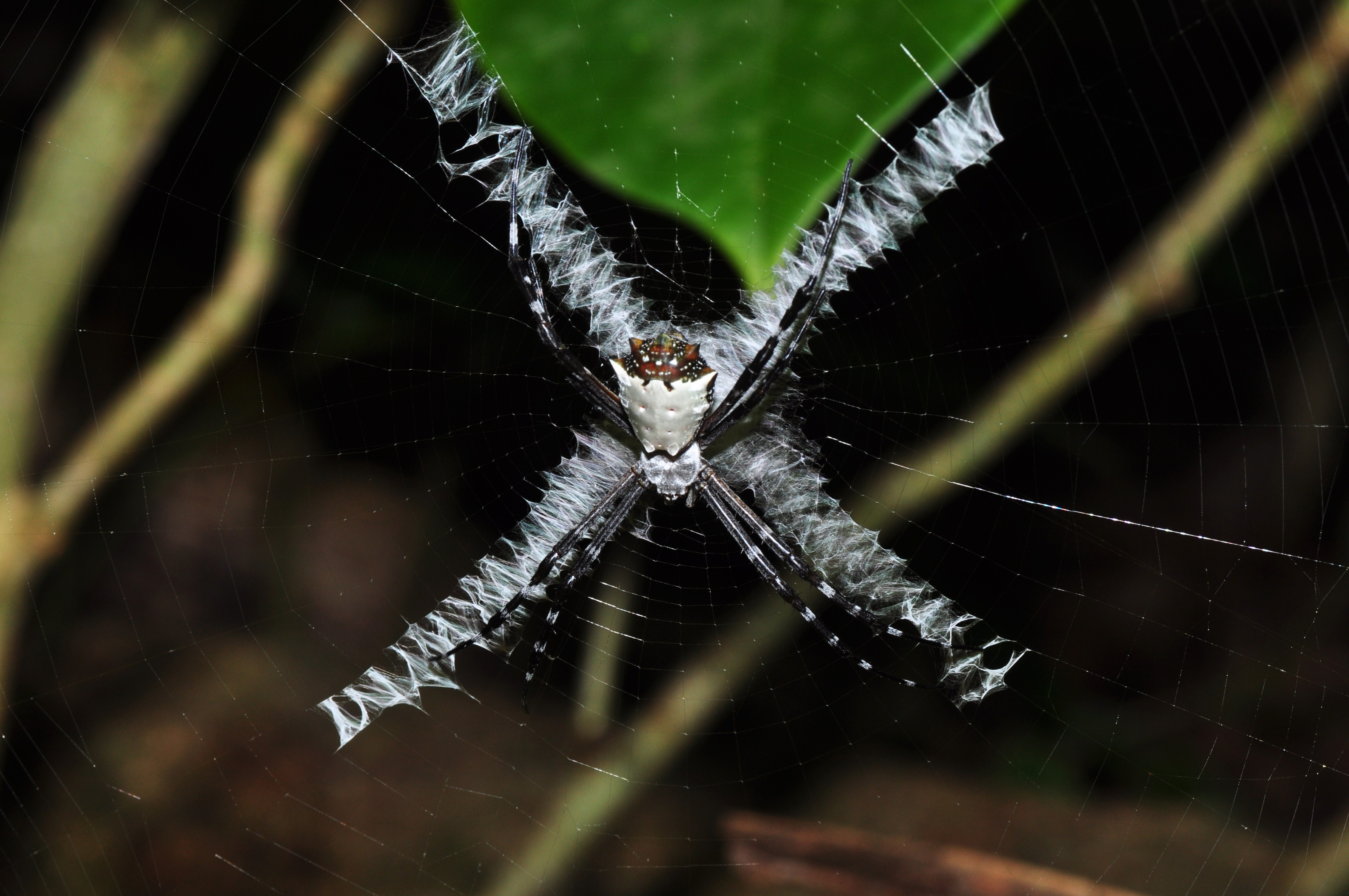
Zbarvení křižáka stříbrného (Argiope argentata) je příkladem spíše somatolýzy než varovným zbarvením.
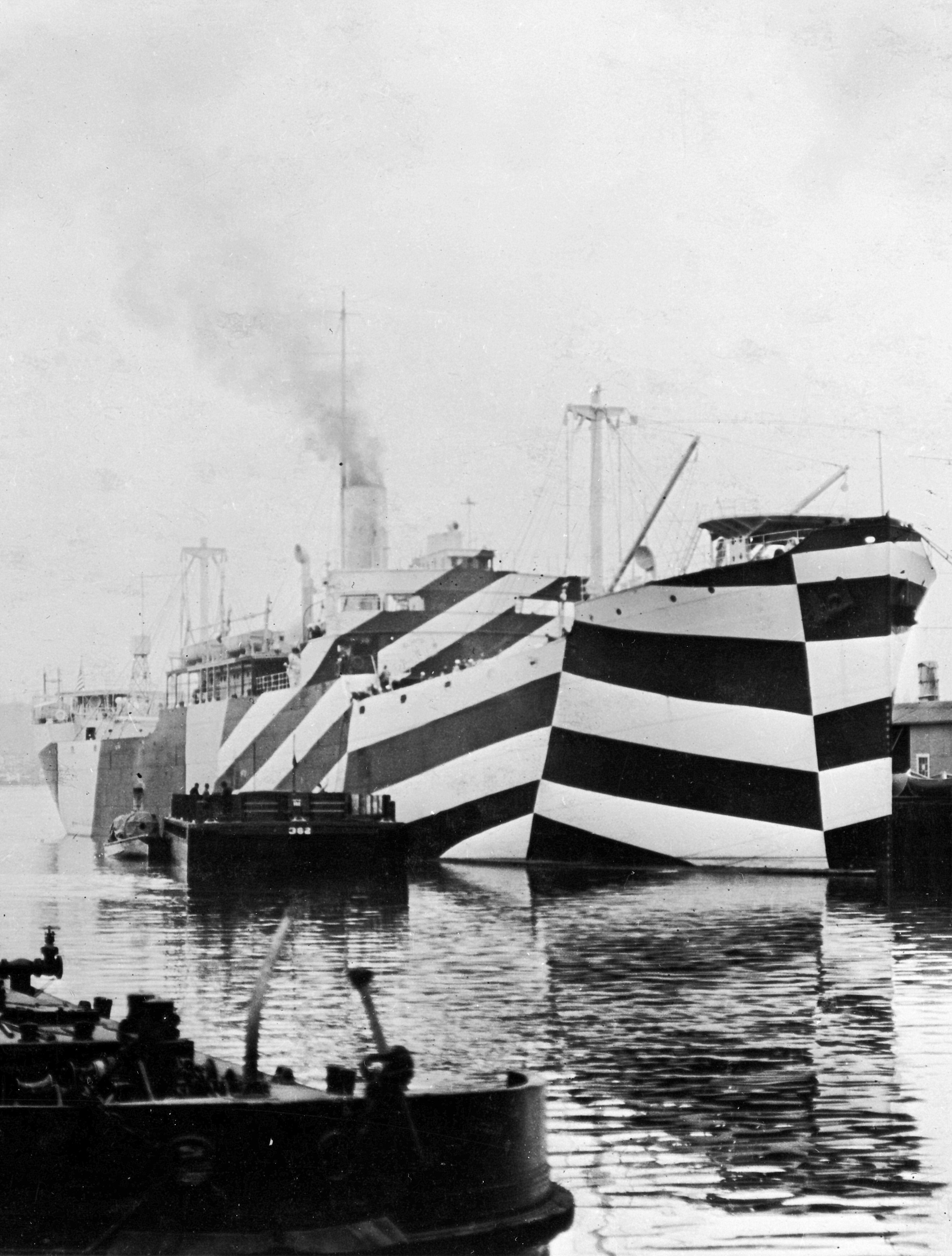
USS West Mahomet (listopad 1918) byla jednou z lodí opatřených tzv. dazzle kamufláží, která měla rozložit siluetu lodi.